# Flatevossen
Flatevossen ou Høgevossen est une île norvégienne du comté de Hordaland appartenant administrativement à Bergen.

## Description
Rocheuse et couverte d'arbres, à fleur d'eau, elle s'étend sur environ 128 m de longueur pour une largeur approximative de 86 m. 